# Aframomum albiflorum
Aframomum albiflorum är en enhjärtbladig växtart som beskrevs av John Michael Lock. Aframomum albiflorum ingår i släktet Aframomum och familjen Zingiberaceae. Inga underarter finns listade i Catalogue of Life.